# Night Vision (Bruce Cockburn)
| Recensione              | Giudizio      |
| ----------------------- | ------------- |
| AllMusic                | [ 1 ]         |
| Sputnikmusic            | 2.5 (Average) |
| Piero Scaruffi          | [ 3 ]         |
| Dizionario del Pop-Rock | [ 4 ]         |
| 24.000 dischi           | [ 5 ]         |

Night Vision è il quarto album di Bruce Cockburn, pubblicato dalla True North Records nel settembre del 1973.

## Tracce
Lato A
Testi e musiche di Bruce Cockburn.
1. Foxglove – 1:21
2. You Don't Have to Play the Horses – 3:42
3. The Blues Got the World... – 1:45
4. Mama Just Wants to Barrelhouse All Night Long – 4:10
5. Islands in a Black Sky – 7:36

Lato B
Testi e musiche di Bruce Cockburn.
1. Clocks Don't Bring Tomorrow / Knives Don't Bring Good News – 6:40
2. When the Sun Goes Nova – 2:37
3. Déjá Vu – 5:35
4. Lightstorm – 2:32
5. God Bless the Children – 4:16

## Musicisti
- Bruce Cockburn - chitarre, banjo, voce
- Pat Godfrey - tastiere
- Dennis Pendrith - basso
- John Savage - percussioni

Note aggiuntive
- Eugene Martynec e Bruce Cockburn - produttori (per la True North Productions)
- Registrazioni effettuate al Thunder Sound di Toronto (Canada) tra il febbraio ed il maggio del 1973
- Bill Seddon - ingegnere delle registrazioni
- A. Colville - dipinto copertina album
- Bart Schoales - fotografie e grafica[8]